# 도이치 물리학
도이치 물리학(독일어: Deutsche Physik) 또는 아리아 물리학(독일어: Arische Physik)은 독일 물리학계의 반유대주의적 움직임으로 1930년대 초반 '유대 물리학'이라고 명명한 알베르트 아인슈타인의 연구에 대항하기 위한 것이다. 이 용어는 1930년대 필리프 레나르트가 지은 총 4권의 책 제목에서 따온 것이다.

## 기원

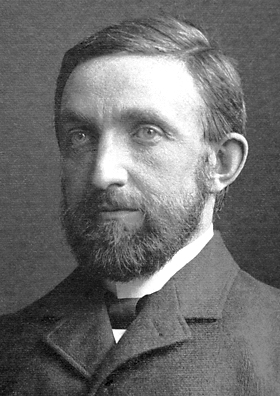
'도이치 물리학'의 초기 제창자 중 한 명인 필리프 레나르트

이 움직임은 제1차 세계대전으로 거슬러 올라간다. 독일이 벨기에를 침략하여 독일군과 벨기에 저항 세력과 싸우는 동안, 루벤 가톨릭 대학교의 도서관은 독일군이 약탈하고 불을 붙이면서 불타버렸다. 도서관이 불타버린 이 사건으로 영국의 과학자들은 이에 대항하는 움직임이 일어났으며 유명한 여덟 명의 과학자도 여기에 서명하였다. 이들은 윌리엄 헨리 브래그와 윌리엄 크룩스, 알렉산더 플레밍, 호레이스 램, 올리버 로지, 윌리엄 램지, 바론 레일리, 조지프 존 톰슨이며 이들은 독일 병사들의 행동을 전쟁 선동으로 언급하며 뜻을 일치시킨 것으로 추정된다. 1915년 이것은 빌헬름 빈이 독일 물리학자들과 과학 출판인에게 보냈으며 아르놀트 조머펠트와 요하네스 슈타르크가 포함된 16의 물리학자가 서명한 '항소'라고 표현한 반대 반응을 끌어냈다. 그들은 독일인의 성격을 잘못 해석했으며 긴 시간 동안 이루어진 이런 시도는 양국의 이해가 확실히 실패에 도달했으며, 이 결론으로 독일 과학 작가, 편집자, 번역가가 영어로 쓰는 것에 관련하여 더 많은 이야기를 끌어낼 것이라고 불평했다. 막스 플랑크와 특히 격정적이었던 조지프 존 톰슨의 과학적 라이벌이었던 필리프 레나르트를 포함한 많은 독일 물리학자들이 93인의 서명서에 서명하며 더 항의했으며, 서서히 지성인들의 전쟁도 발발하였다. 독일 측에서는 불필요한 영어 사용을 피하는 것이 제안되었다.(예를 들어 엑스선을 뢴트겐선과 같이 독일에서 발견되었으나 영어 이름이 붙은 것의 이름을 다시 독일어 이름을 붙였다.) 이는 스트레스를 주었으나, 이러한 조치가 영국 과학적 개념, 현상등의 거부로 오해받지는 않게 했다.
전쟁 이후, 베르사유 조약의 모욕은 국민적 감정을 고조시켰는데, 특히 레나르트는 작은 팜플렛에 잉글랜드와의 전쟁 시작에 관하여 이미 불평을 하였다. 1920년 1월 26일, 레나르트는 독일의 장관은 마티아스 에르츠베르거를 암살한 올트위그 폰 힐슈펠드란 어린 병사에게 축하 전문을 보냈다. 1922년 6월 24 정치인 발터 라테나우가 암살당하고 정부가 그의 장례식 날에 조기를 달라고 지시하자, 레나르트는 하이델베르그의 그의 기관에서 이 지시를 무시하였다. 사회주의 학생들은 레나르트에 대한 데모를 했으며, 레나르트는 그 때 유대인 주 검찰관인 휴고 막스가 보호하기 위해 끌려와 구류되어 있었다. 이것은 단지 물리학이나 물리학자만의 감성이 아니였다.
20세기 초반. 알베르트 아인슈타인의 상대성 이론은 세계 물리학계에 격렬한 논란을 불러 일으켰다. 여기엔 많은 물리학자들이 있었으며, 특히 '오래된 것의 보호자'들은 아인슈타인의 이론의 직관적인 뜻에 의심을 가지고 있었다. 도이치 물리학을 이끄는 이론가는 루돌프 토마스첵으로 그는 유명한 물리학 교과서인 Grimsehl's Lehrbuch der Physik 을 개정했었다. 이 책의 여러 부분에서는 로런츠 변환은 양자역학에 더하여 포함되었다. 그러나 로런츠 변환의 아인슈타인의 해석은 언급되지 않았으며 아인슈타인의 이름은 완전히 무시되었다. 많은 고전물리학자들은 아인슈타인이 그들의 생산적인 삶의 주요한 대들보가 되는 에테르란 개념을 무시한 것에 분개하였다. 그들은 수성의 장축단 양과 마이컬슨-몰리 실험의 아무 가치 없는 결과, 와 같은 일반 상대성이론의 명백한 증거가 납득이 되지 않았으며, 이를 다른 방법으로 설명하였다. 아서 스탠리 에딩턴의 식 실험(아인슈타인의 예측이 처음으로 관측된 중력 렌즈 효과)에 더 의심을 품은 사람들은 실힘적으로 문제가 있어 충분히 무시할 수 있을 만큼 의미가 없다고 말했다. 이런 의심을 하는 사람들은 거의 대부분 유명한 실험 물리학자였으며, 레나르트는 노벨 물리학상 수상자이기도 하다.

## 제3제국 하의 도이치 물리학

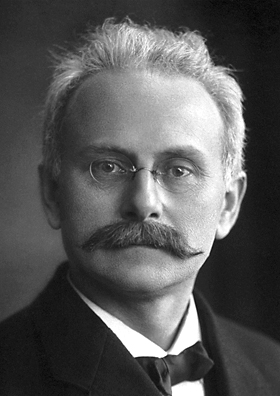
요하네스 슈타르크는 독일 물리학의 총통이 되고자 시도하였다.

나치가 정계 전체를 장악했을 때, 레나르트는 제빨리 그들과 협력하기 위해 시도했으며 초창기 단계에 당에 가입하였다. 그리고 다른 노벨 물리학상 수상자인 요하네스 슈타르크와 함께 아인슈타인의 상대성이론을 유대 물리학으로 규정하는 핵심적인 운동을 시작했다.
나치가 정권을 탈취한 지 몇 년 후인 1933년, 나치 지도부의 강력한 지원으로 설립되었으며, 많은 나치의 이데올로기적 주제를 이용하여, 거기에 또 다른 방법들을 이용하여 유대인과 기관들을 공격하여 자리에서 물러나게 하였다. 레나르트와 슈타르크는 나치의 지원을 누렸으며 이것은 그들이 선호하는 과학적 이론의 직업적 쿠데타에 착수하는 것을 허락했으며 이 가혹한 정책의 예로 이데올로기적인 과학적 패러다임의 전환은 환영받지 못 하였다. 이 슬로건 아래 물리는 더욱 더 '게르만'이나 '아리아'화되었고, 레나르트와 슈타르크는 나치 지도부의 비호 아래 그들이 선호하는 이론을 가르치는 사람들을 독일의 대학에 압박을 가해 대체하는 계획을 시작했다. 1930년대 후반, 뉘른베르크 법에 따라 유대인이 대학에서 일하는 것이 허락되지 않은 이후로 더 이상 독일엔 유대인 물리학자가 남아있지 않았다. 슈타르크는 특히 그를 물리학의 총통으로 자리하게 했다. 이는 전적으로 상상적인 것이 아니라, 이데올로기적 경로를 따라 엄격한 수직적인 체계인 나치 정권 하에 Gleichschaltung(독일어로 '협동') 원리를 다른 의학과 같은 전문적인 학과목에 적용되었다.
그들은 현실적인 성공을 거두었지만, 나치당의 지원은 레나르트나 슈타르크가 선호한 것만큼 거대하지는 않았다. 양자역학 물리학자 베르너 하이젠베르크의 괴롭힘의 긴 기간 후, 1937년 7월 15일 SS의 주간지인 다스 슈바르츠 코프스는 그를 처벌하는 것을 포함하여 '백색 유대인'이라고 붙였으며 그들은 영향력을 잃기 시작했다. 하이젠베르크는 출중한 뿐만 아니라 나치는 그가 있는 것이 더 나은 것임을 깨달았고, 슈타르크와 레나르트의 눈에는 그의 이론은 '유대적으로' 보였지만 그는 어렸을 때 SS의 지도자 하인리히 힘러와 같이 학교를 다녔다. 역사적인 순간에, 하이젠베르크의 어머니는 힘러의 어머니에게 전화를 걸었고 그녀에게 SS에게 말해 '베르너'에게 짧은 휴식을 줄 것을 요청했다. 그의 성격에 대한 평가가 시작되었고, 하이젠베르크는 이를 통과하여 히믈러는 그에 대한 공격을 그만두게 하였다. 하이젠베르크는 나중에 그의 '유대학적 물리학'으로 핵무기나 원자로에 사용하기 위한 목적으로 독일 핵에너지 개발 계획에 고용되었다. 히믈러는 독일이 전쟁에서 이긴 후에 하이젠베르크와 직접적으로 관련되는 물리학 연구소에 자금 지원을 하겠다고 하이젠베르크에게 약속했다.
레나르트의 역할은 점점 더 줄어들었고 곧 슈타르크는 더 어려움에 직면했으며, 다른 과학자들과 기업가들은 특별히 '아리안'이라는 것이 상대성이론과 양자역학에 대한 방어라는 것을 알아차렸다. 역사학자 마크 발커가 붙이기를, "그의 뛰어난 노력에도 불구하고 과학계에서는 받아들이지 않았으며, 제3제국에서 사용되지도 못 했다. 슈타르크는 그의 시간을 제3제국의 관료들과 싸우는 큰 거래를 하는데 보냈었다. 대부분의 나치 과학자들의 지도력은 레나르트나 슈타르크의 지원이 없었으며, 제3제국의 진로에서 그들을 버렸다."

## 독일 핵 프로그램에 끼친 영향
나치에서 "유대 과학"이라고 이름붙인 현대 물리학이 큰 아이러니로 가끔 제안된다. 그 때 이후로 정확하게 많은 유럽의 현대 물리학을 연구한 망명자들이 일을 하여 원자 폭탄을 만들었다. 그러나 독일의 유대인 지식인들과 과학자들의 탈출은 도이치 물리학과 유대 물리학의 개념의 대중화 이전부터 일어나고 있었다. 비록 독일 정부는 레나르트와 슈타르크의 생각을 받아들이지 않았지만, 나치 정권의 반유대주의 내용은 그 자체로 독일의 유대인 과학 공동체를 무너뜨리기에 충분했다. 더군다나 독일 핵 에너지 계획은 미국의 맨해튼 계획에 쏟은 힘에 비해 어디에서도 논의가 계속되지 않았으며, 이러한 이유로 이것은 어떠한 경우에도 성공하지 못 했을 것이다.

## 같이 보기
- 리센코주의

## 참고 문헌
- Beyerchen, Alan, Scientists under Hitler: Politics and the physics community in the Third Reich (New Haven, CT: Yale University Press, 1977).
- Hentschel, Klaus, ed. Physics and National Socialism: An anthology of primary sources (Basel: Birkhaeuser, 1996).
- Walker, Mark, Nazi science: Myth, truth, and the German atomic bomb (New York: Harper Collins, 1995).
- Philipp Lenard: Wissenschaftliche Abhandlungen Band IV. Herausgegeben und kritisch kommentiert von Charlotte Schönbeck. [Posthumously, German Language.] Berlin: GNT-Verlag, 2003. ISBN 978-3-928186-35-3. Introduction, Content.